# Podole (powiat aleksandrowski)
Podole – wieś w Polsce położona w województwie kujawsko-pomorskim, w powiecie aleksandrowskim, w gminie Raciążek.

## Podział administracyjny
W latach 1975–1998 miejscowość położona była w województwie włocławskim.

## Demografia
Według Narodowego Spisu Powszechnego (III 2011 r.) liczyło 429 mieszkańców. Jest drugą co do wielkości miejscowością gminy Raciążek.

## Pomniki przyrody
W 2011 roku ustanowiono pomnikiem przyrody dąb szypułkowy o obwodzie 620 cm.